# Territorialabtei Tokwon
Koordinaten: 39° 11′ 38,4″ N, 127° 22′ 25,8″ O
Die Territorialabtei Tokwon, auch Tokugen (lateinisch Abbatia territorialis Tokvonensis), ist eine in Nordkorea nahe der Hafenstadt Wŏnsan gelegene römisch-katholische Territorialabtei der Benediktiner mit Sitz in Tokwon.

## Geschichte
1927 wurde die 1909 in Seoul gegründete Abtei St. Benedikt in den Norden Koreas nach Tokwon verlegt. Neben der eigentlichen Klosteranlage wurde ein Priesterseminar, ein Krankenhaus, weitere Ausbildungsstätten, eine Druckerei sowie weitere Wirtschaftsbetriebe errichtet. Papst Pius XII. gründete am 12. Januar 1940 die Territorialabtei Tokwon (japanisch und im Kurialstil Tokugen) aus Gebietsabtretungen des Apostolischen Vikariates Wonsan. Das Ende des Zweiten Weltkriegs bereitete der blühenden Missionsstation eine jähes Ende. In der Nacht vom 9. auf den 10. Mai 1949 wurde das Kloster Tokwon von der kommunistischen Geheimpolizei umstellt und geräumt. Am 12. Juli 1950, kurz nach dem Tod von Abtbischof Bonifatius Sauer, bekam die Abtei ihren heutigen Namen.
Seit dem Tod Abtbischof Bonifaz Sauers und der Räumung der Abtei ernennt die Kongregation für die Evangelisierung der Völker, das heutige Dikasterium für die Evangelisierung, Benediktiner als Apostolische Administratoren der Territorialabtei. Seit 2005 ist dies i. d. R. jeweils der regierende Abt der Abtei Waegwan.

## Äbte und Obere von Tokwon
- Chrysostomus Schmid OSB Prior 1922 bis 1930
- Abtbischof Bonifatius Sauer OSB (12. Januar 1940 bis 7. Februar 1950, gestorben)
- Timotheus Bitterli OSB (9. Mai 1952 bis 4. Oktober 1985, emeritiert) (Apostolischer Administrator)
- Placidus Ri OSB, Abt von Waegwan und Apostolischer Administrator von Tokwon (4. Oktober 1985 bis 21. November 2005)
- Simon Ri OSB, Abt von Waegwan (23. August 2001 bis 1. April 2013) und Apostolischer Administrator von Tokwon (21. November 2005 bis 7. Mai 2013)
- Blasio Park OSB, Abt von Waegwan und Apostolischer Administrator von Tokwon (seit 7. Mai 2013)

## Märtyrer von Tokwon
Die kommunistische Volksregierung Koreas eröffnete nach dem Abzug der Roten Armee Ende 1948 einen gezielten Kampf gegen die christliche Religion. Auch die Benediktiner der Abtei Tokwon und die Benediktinerinnen des Priorates Wŏnsan wurden verhaftet. Für sie begann eine schwere Leidenszeit in Gefängnissen und Arbeitslagern, die 36 von ihnen nicht überlebten. Sie wurden zwischen 1949 und 1952 entweder ermordet oder starben im Lager. Am 10. Mai 2007 wurde die Seligsprechung dieser 36 Märtyrer eingeleitet.
- Abtbischof Bonifatius Sauer aus Oberufhausen, Gemeinde Eiterfeld
- Bruder Basilius Hauser aus Polling
- Bruder Eugen Ostermeier aus München
- Bruder Eusebius Lohmeier aus Mering
- Bruder Gottlieb Auer aus Lauterhofen
- Bruder Gregor Giegerich aus Großwallstadt
- Bruder Hilarius Hoiß aus Unterau, Gemeinde Schlehdorf
- Bruder Ildefons  aus Taiding, Gemeinde Amerang
- Bruder Josef Grahamer aus Eisenhofen
- Bruder Ludwig Fischer aus Unterstelzhausen, Gemeinde Kreßberg
- Bruder Markus Metzger aus Monatshausen, Gemeinde Tutzing
- Bruder Paschalis Fangauer aus Egglfing, Gemeinde Köfering
- Bruder Petrus Gernert aus Kleinwenkheim
- Bruder Solanus Hermann aus Thal, Stadt Vöhringen (Iller)
- Oblatin Agneta Chang aus Hwanghae-do (Korea)
- Pater Anselm Romer aus Ingerkingen, Gemeinde Schemmerhofen
- Pater Benedikt Kim aus Kal-kok-ri (Korea)
- Pater Bernardus Kim aus Samyang-dong (Korea)
- Pater Dagobert Enk aus München
- Pater Arnulf Schleicher aus Pflaumloch, Gemeinde Riesbürg
- Pater Lucius Roth aus Weichtungen
- Pater Gregor Sorger aus Spaichingen
- Pater Gregor Steger aus Tröbes
- Pater Kanut Graf des Enffans d’Avernas aus Schirmdorf, Gemeinde Abstall
- Pater Kunibert Ott aus Edelstetten, Markt Neuburg an der Kammel
- Pater Laurentius Lee aus Sinam-ri (Korea)
- Pater Martinus Kim aus Pjöngjang (Korea)
- Pater Maurus Kim aus Hamgyŏng-pukto (Korea)
- Pater Rupert Klingseis aus München
- Rev. Gabriel Ku aus Seoul (Korea)
- Rev. Marcus Kim aus Onyang (Korea)
- Rev. Matthias Choi aus Anbyon (Korea)
- Rev. Petrus Lee aus Seoul (Korea)
- Schwester Fructuosa Gerstmayer aus Weingarten (Württemberg)
- Schwester Lucia Park aus SoonAhn (Korea)
- Schwester M. Eva Schütz aus Bernried am Starnberger See